# José Micot

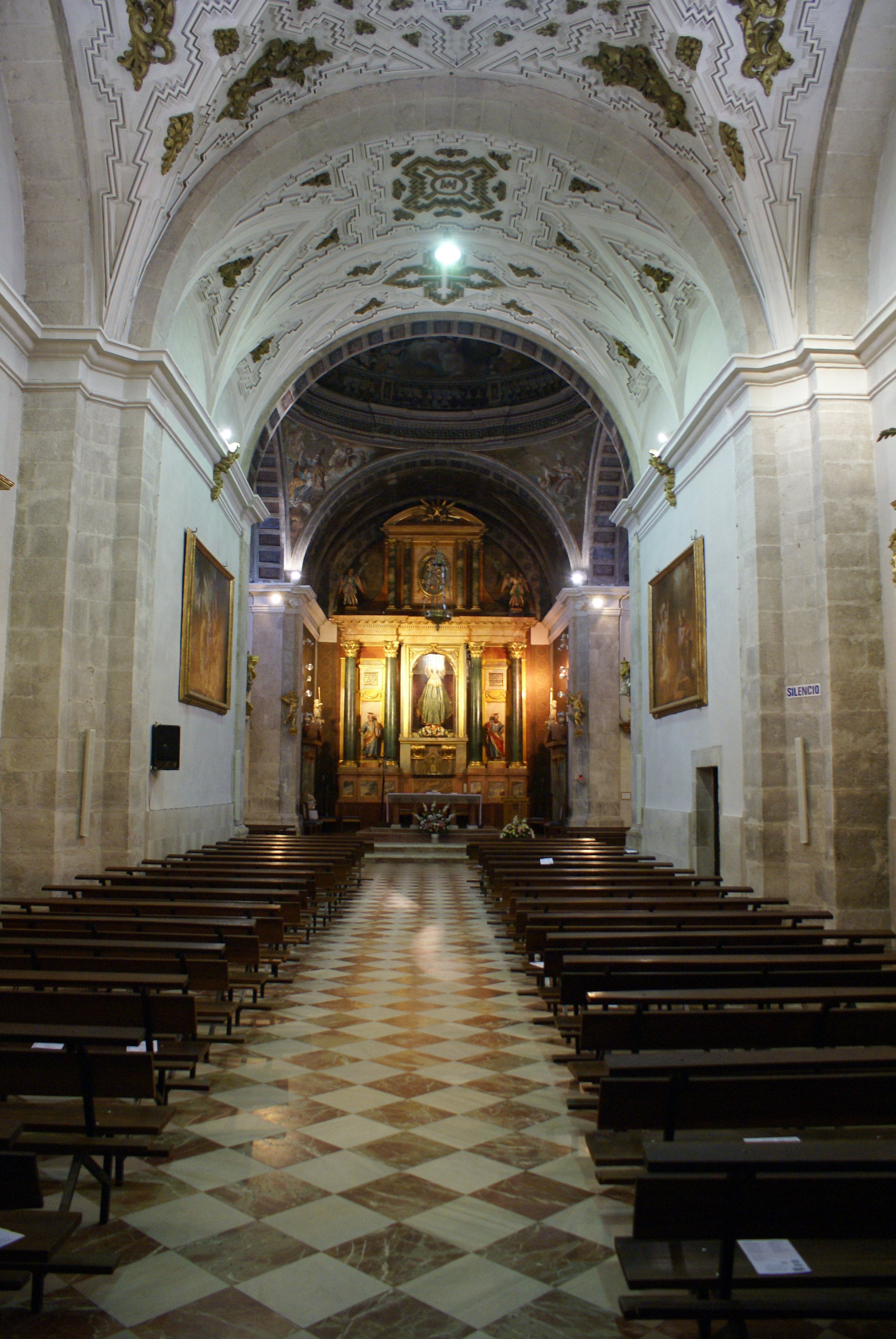
Interior del Santuario del Henar, al fondo la cúpula decorada por Micot en 1797.

José Micot fue un pintor valenciano afincado en la ciudad de Segovia en el siglo XVIII.
De origen valenciano, se trasladó a la ciudad de Segovia, recibiendo clases en su escuela de dibujo, desarrollando diversos trabajos por su provincia.
Dentro de su obra destacan las pinturas al fresco de las bóvedas del crucero y presbiterio de la iglesia del Santuario de Nuestra Señora de El Henar, en Cuéllar (Segovia), que finalizó en el año 1797. También decoró la cúpula del camarín de la Virgen del Henar, en el mismo santuario, reflejando en los frescos la aparición de la imagen, acompañada de temas bíblicos. Sobre el retablo del camarín ejecutó otra pintura a manera de lienzo, que fue sustituida en 1964 debido a su estado de conservación por un lienzo de la Inmaculada, obra de Julio Ibáñez.
Su carrera con toda seguridad se extendió durante parte del siglo XIX.